# 柏加镇
柏加镇为中国湖南省浏阳市下辖镇，地处浏阳市西部，为湖南省著名花卉苗木主产地，花卉苗木栽培量近1,300公顷，产品辐射至中国大陆31个省市自治区。2010年，柏加镇全镇实现国内生产总值5.1亿元，农民人均可支配收入达12600元；花卉苗木实现年销售收入3.5亿元。全镇辖域总面积87.5平方公里，下辖4个行政村、1个社区，总人口20,488人(2000年人口普查)。行政驻柏铃社区柏南街
柏加镇信息网官方网站 （页面存档备份，存于）

## 历史
1950年属浏阳县第八区，1956年改柏加山乡（柏嘉山乡），1958年改火箭公社，1961年改柏加山公社，1983年复改柏加山乡（柏嘉山乡）。乡政府驻柏加山（柏嘉山），1997年辖柏加（柏嘉）、连兴、新源、铃泗、双洲、金谷、荷园、楠竹、丰源、渡头10个村。2004年辖柏加社区，双洲、楠竹、连兴、金谷、丰源、新源、荷园、渡头、铃泗9个村。

## 现行行政区划
全镇下辖4个行政村、1个社区，分别为柏铃社区，渡头村、楠洲村、仙湖村和双源村。